# Константин III Ираклий
Константин III — византийский император (февраль — 24 мая 641 года), сын императора Ираклия от его первого брака и, таким образом, законный наследник своего отца.

## Биография
Константин III Ираклий родился 3 мая 612 года в императорский семье Ираклия и Евдокии. Его мать была тяжело больна эпилепсией и вскоре после рождения Константина, 13 августа 612 года Евдокия умерла. 22 января 613 года младенец Константин III был помолвлен со своей родственницей Григорией, которая была дочерь дукса Никиты, двоюродного брата самого Ираклия.
Однако помолвка Константина III не была такой скандальной, как второй брак его отца. Ираклий женился вновь на своей племяннице Мартине, нарушив этим законы государственные и церковные и вызвав ненависть подданных таким, как находили, кровосмесительным браком. Однако патриарх Сергий I, несмотря на инцест, обвенчал их в Августейоне. Брак осуждал даже брат Ираклия и дядя Мартины — полководец Феодор.
В браке Ираклия и Мартины родилось 10 детей — Константин (умер в раннем возрасте), Фабий (был парализован и умер в раннем возрасте), Феодосий (глухонемой, женился на дочери персидского генерала Фаррухана Шахрвараза), Ираклий II (будущий соправитель Константина III), Давид Тиберий, Мартин, Авугстина, Анастасия Мартина и Феврония. Из всех сводных братьев Константина III только Ираклий II стал его соправителем.
В 622 году Ираклий отправился походом на Персию, оставив сына в столице, и назначив ему регента партриарха Сергия и в помощники военачальника Вона. Константину в отстутствие отца пришлось пережить за всю свою предыдущую историю самую крупную осаду столицы.
Зимой 625-626 годов под контролем персов были правый берег Босфора с Хрисополем и Халкидоном. Их начальник Шахрвараз известил об этом аварского кагана и предложил ему объединенными силами напасть на Константинополь. Перспектива овладеть богатейшим городом Европы казалась настолько заманчивой, что каган презрел мирный договор с Ираклием, и летом 626 г. воинство авар и подчиненных им славян двинулось на Константинополь из Фракии.
29 июня тридцатитысячный передовой отряд конницы варваров подошел к Длинной стене. Вон решил не рисковать своими малочисленными дружинами, и византийские войска без боя оставили предместья до самых ворот. Вскоре с огромной армией к стенам города подступил и сам каган, обложив Константинополь с суши, о чем авары просигналили персам с вершин близлежащих холмов.
Однако в руках ромеев был флот, а значит и море. Продовольствие бесперебойно доставлялось в столицу мимо бессильных воспрепятствовать этому врагов, послов же персов к аварам и авар к персам греки успешно перехватывали в проливе и уничтожали. Тогда осаждающие соорудили у стен двенадцать обитых сырыми кожами высоких деревянных башен и принялись с них обстреливать защитников городских укреплений. Но время шло, особого урона ромеям ни далеко расположенные метательные орудия и стрелки авар, ни их частые приступы не приносили. Каган, упорно отклонявший все посольства ромеев, потеряв под стенами города месяц времени и значительную часть войска, перешел к активному натиску. Для начала он приказал славянам, знакомым с мореплаванием, организовать из плотов и лодок флот и с его помощью пробиться в Константинополь с моря. Эта безрассудная затея кончилась так, как и следовало ожидать: тяжелые боевые корабли византийцев рассеяли и потопили нападавших. Тогда каган решил пойти на штурм под прикрытием темноты.
В ночь на 7 августа плоты и лодки славян, на плечи которых ложилась основная тяжесть предстоящей операции, были собраны там, куда суда ромеев не могли пройти из-за глубокой осадки - в устье реки Варвисс, впадавшей в Золотой Рог. Но Вон, заранее предупрежденный о предстоящем штурме, приготовил неприятелю сюрприз: когда славяне двинулись в залив, по его берегам загорелись костры и те, думая, что это сигналят прорвавшиеся со стороны Влахерн (где наспех сооруженная стена была наиболее уязвимой) авары, повернули на огни и были почти полностью уничтожены командами сторожевых кораблей и солдатами. Тех же, кому посчастливилось избежать гибели от рук византийцев и выбраться из воды, рассвирепевший каган приказал убивать прямо на берегу. Ночной приступ самих авар на стены во Влахернах был отбит с громадными для них потерями.
Славяне, узнав о жестокой расправе с соплеменниками, начали толпами покидать недавних союзников, продовольствие у авар было на исходе, и на следующий день после штурма каган приказал зажечь осадные орудия, башни, лагерь и начал отступление, оставив под стенами и во рвах тысячи неубранных трупов. Персы, увидев дым и зарево, приняли его за пожар в захваченном городе и возликовали. Однако радость их вскоре сменилась унынием, а на помощь столице подошел из Армении отряд куропалата Феодора и очистил от неприятеля побережье Босфора.
После возвращения Ираклия в столицу был заключён брак между Константином III и Григорией в 629 или 630 году. В 630 году у них родился сын Констант II. Также в этом браке родился сын Феодосий и дочь Мария, которая впоследствии станет супругой последнего сасанидского шахиншаха Йездегерда III. Сын Константина III Констант II, как старший наследник, вопреки традиции не был возвеличен до статуса соимператора.
Константину, по настоянию отца, пришлось согласиться в 638 году разделить власть со сводным братом Ираклием II. Через три дня после смерти Ираклия, скончавшегося 11 февраля 641 года, Мартина пыталась лично огласить волю умершего императора на Константинопольском Ипподроме, как это обычно делали приемники императора. На церемонии присутствовал сенат и народ, но братья Константин III и Ираклий II отсутствовали. Мартина сообщила что верховная власть присуждается ей, но была освистана толпой, выкрикивающей имена сыновей Ираклия. В конце мая 641 братья Константин и 15-летний Ираклий становятся соимператорами.
Константин умер 25 мая 641 года. Хотя считается, что он умер от туберкулёза, его смерть была приписана Мартине. В империи произошёл переворот, и власть была передана Константу II, несовершеннолетнему сыну Константина.
В своей религиозной политике император отвернулся от монофелитства и поддержал православие. Был канонизирован православной церковью в лике благоверных правителей. Однако, в современный месяцеслов Русской Православной Церкви не внесён.